# Dendropsophus gaucheri
Dendropsophus gaucheri là một loài ếch thuộc họ Nhái bén.
Loài này có ở Guyane thuộc Pháp và Suriname.
Môi trường sống tự nhiên của chúng là xavan ẩm và đầm nước ngọt có nước theo mùa.